# Kryptografické rozhraní OpenBSD
Kryptografické rozhraní OpenBSD bylo vyvinuto v rámci operačního systému OpenBSD jako jednotné rozhraní poskytující nejpoužívanější kryptografické funkce. 

## Dějiny a přenos na jiné systémy
Součástí oficiálního vydání OpenBSD je kryptografické rozhraní od verze 2.8 vydaného v prosinci 2000. Později bylo portováno i na jiné operační systémy, například na FreeBSD a NetBSD. 
Byl vytvořen i port pro Linux, respektive pro jádro Linuxu ve větvi 2.6, ale ten nebyl začleněn do hlavní větve. Jádro Linuxu pro stejné účely nabízí od verze 2.5.45 své vlastní kryptografické rozhraní vyvíjené nezávisle.

## Vlastnosti
Kryptografické rozhraní nabízí jednak softwarové implementace, jednak nabízí i podporu kryptografického hardwaru, například hardwarových generátorů náhodných čísel nebo šifrovacího hardwaru.

## Využití
Kryptografické rozhraní se v OpenBSD například podílí na vytváření náhodných hodnot v /dev/random, může být využito programem OpenSSL pro hardwarově urychlený výpočet šifry RSA, Diffieho–Hellmanovy výměny klíčů nebo výpočet podpisu algoritmem DSA.
Zároveň samotné OpenBSD využívá své kryptografické rozhraní pro implementaci protokolu IPsec.